# Karen Black
Karen Black, właśc. Karen Blanche Ziegler (ur. 1 lipca 1939 w Park Ridge, zm. 8 sierpnia 2013 w Los Angeles) − amerykańska aktorka, scenarzystka, piosenkarka i kompozytorka. Laureatka dwóch Złotych Globów dla najlepszej aktorki drugoplanowej za rolę kelnerki Rayette Dipesto w dramacie muzycznym Boba Rafelsona Pięć łatwych utworów (1970) i jako Myrtle Wilson, nieszczęśliwa żona właściciela stacji benzynowej w melodramacie Jacka Claytona Wielki Gatsby (1974). Nominowana do Oscara dla najlepszej aktorki drugoplanowej.

## Życiorys

### Wczesne lata
Urodziła się w Park Ridge w Illinois jako córka pisarki Elsie Mary Ziegler (z domu Reif), autorki kilku nagradzanych powieści dla dzieci, i Normana Arthura Zieglera, inżyniera i biznesmena. Jej dziadek ze strony ojca, Arthur Charles Ziegler, był pierwszym wiolonczelistą w Chicagowskiej Orkiestrze Symfonicznej w Chicago. Dorastała wraz ze starszą siostrą Gail (ur. 1937) i bratem Peterem. Jej rodzina była pochodzenia niemieckiego, czeskiego i norweskiego.
Jako nastolatka marzyła o karierze teatralnej, szukając możliwości pracy w letnim teatrze giełdowym. Od 13 roku życia dorabiała na wakacjach czyszcząc toalety. Kiedy miała 16 lat była rekwizytorką i śpiewała w chórze, a w wieku 17 lat dostała swoją pierwszą prawdziwą, płatną pracę. Lee Strasberg. W 1957 ukończyła Maine East High School w Park Ridge. Następnie przez dwa lata uczęszczała na Northwestern University w Evanston, lecz w 1960 porzuciła studia i przeniosła się do Nowego Jorku. Występowała z trupą teatralną Rockefeller Players w Westwood w New Jersey. Uczyła się aktorstwa w Actors Studio pod kierunkiem Lee Strasberga.

### Kariera
W 1961 debiutowała na Broadwayu w komedii Weź ją, ona jest moja (Take Her, She’s Mine). W 1962 wystąpiła po raz pierwszy na scenie Off-Broadwayu w sztuce We’re Civilized. W 1965 powróciła na Broadway w dobrze przyjętej przez krytykę roli Judy w sztuce Salonik (The Playroom) z Bonnie Bedelią. 
Po raz pierwszy trafiła na ekran jako Betty − malowana kobieta w dramacie klasy B Najwyższy czas (The Prime Time, 1960), którego producentem był Herschell Gordon Lewis. Zwróciła na siebie uwagę rolą Amy Partlett w komediodramacie Francisa Forda Coppoli Jesteś już mężczyzną (1966). Kolejną znaczącą kreacją była postać Karen w kultowym filmie drogi Dennisa Hoppera Swobodny jeździec (1969) z Peterem Fondą i Jackiem Nicholsonem. Ponadto zagrała w tak znanych i cenionych produkcjach jak: Port lotniczy 1975 (1974), Dzień szarańczy (1975) i ostatnim filmie Alfreda Hitchcocka Intryga rodzinna (1976). 
Napisała piosenki „Memphis” i „Rolling Stone”, które wykonała jako piosenkarka country Connie White w dramacie Roberta Altmana Nashville (1975). W rezultacie została nominowana do nagrody Grammy za album z najlepszą oryginalną muzyką napisaną do filmu kinowego lub serialu telewizyjnego. W marcu 1975 znalazła się na okładce magazynu „After Dark”. Po kilku niezapomnianych filmach ponownie zdobyła entuzjastyczne recenzje za rolę Joanne w komediodramacie Roberta Altmana Wróć, Jimmy Deanie (1982). W horrorze Dom tysiąca trupów (2003), uważanym za kultowe dzieło gatunku, zagrała psychopatkę, Mamę Firefly.

## Życie prywatne
Była czterokrotnie zamężna. W latach 1954−1958 jej mężem był Charles Black. 17 kwietnia 1973 wyszła za mąż za Roberta Burtona. W 1975 rozwiedli się. 4 lipca 1975 poślubiła Lewisa Minora Carsona, z którym miała syna Huntera (ur. 26 września 1975). 2 października 1983 doszło do rozwodu. 27 września 1987 zawarła związek małżeński ze Stephenem Eckelberrym, z którym zaadoptowała córkę Celine (ur. 1987). Pozostali małżeństwem do śmierci Karen Black.

### Śmierć
8 sierpnia 2013 zmarła w wieku 74 lat w Los Angeles w Kalifornii w następstwie choroby nowotworowej, z którą zmagała się przez ostatnie 3 lata życia.

## Wybrana filmografia
- Jesteś już mężczyzną (1966) jako Amy Partlett
- Swobodny jeździec (1969) jako Karen
- Pięć łatwych utworów (1970) jako Rayette Dipesto
- Pojedynek rewolwerowców (1971) jako Jenny Sims
- Urodzony zwycięzca (1971) jako Parm
- Jedźmy przed siebie (1971) jako Olive
- Porachunki (1973) jako Bett Harrow
- Wielki Gatsby (1974) jako Myrtle Wilson
- Port lotniczy 1975 (1974) jako Nancy Pryor
- Dzień szarańczy (1975) jako Faye Greener
- Nashville (1975) jako Connie White
- Intryga rodzinna (1976) jako Fran
- Spalone ofiary (1976) jako Marian Rolf
- Koziorożec 1 (1978) jako Judy Drinkwater
- Zabójcza ryba (1979) jako Kate Neville
- Wróć, Jimmy Deanie (1982) jako Joanne
- Szalona ucieczka (1985) jako Karin
- Najeźdźcy z Marsa (1986) jako Linda Magnusson
- Lot świerkowej gęsi (1986) jako Gloria
- A jednak żyje 3: Wyspa żyjących (1987) jako Ellen Jarvis
- Policjanci z Miami (1984-89; serial TV) jako Helen Jackson (gościnnie, 1989)
- Homer i Eddie (1989) jako Belle
- Witaj, szkoło! (1990) jako nauczycielka w zastępstwie
- Dzieci nocy (1991) jako Karen Thompson
- Gracz (1992) − w roli samej siebie
- Agent zero zero (1992) jako pani Elliot
- Pierożki ciotki Lee (1992) jako ciotka Lee
- Krzyk milczenia (1996) jako Rose Walsh
- Dzieci kukurydzy IV: Zgromadzenie (1996) jako June Rhodes
- Ich pięcioro (1994-2000; serial TV) jako Doreen Jablonsky (gościnnie, 1998)
- Portret zabójcy (1996-2000; serial TV) jako Evie Long (gościnnie, 1998)
- Gypsy 83 (2001) jako Bambi LeBleau
- Strażnik dusz (2001) jako Wspaniała Martha
- Teknolust (2002) jako Dirty Dick
- Dom tysiąca trupów (2003) jako mama Firefly
- Długa noc (2007) jako Barbara
- Zemsta nieboszczyka (2007) jako Renee
- Odnaleźć ojca (2009) jako Sheila